# Spezial-Brauerei Schierling
Die Spezial-Brauerei Schierling ist eine kleine Brauerei in Schierling, die sich vorwiegend auf das Brauen von Pils spezialisiert hat. Das Unternehmen Brauerei zum Kuchlbauer hält seit dem Jahr 1997 100 % der Anteile mit einem Ergebnisabführungsvertrag. 
Im Jahr 2018 wurde das zur Brauerei gehörige Bräustüberl renoviert und bietet neben bayrischen Gerichten auch Gastzimmer an.

## Geschichte
Das Jahr 1578 ist das offizielle Gründungsjahr der Brauerei. Schon damals gehörte das Bräustüberl zur Brauerei.
Von 1834 an wurde die Brauerei von der Familie Thurn und Taxis unter der Bezeichnung „Fürstliche Regie-Brauerei“ betrieben.
- 1936 Fürstl. von Thurn und Taxissche Bierbrauerei[4]
- 1950 Fürstl. von Thurn und Taxissche Brauerei Betriebsges. mbH[4]
- 1987 Fürstl. Brauerei Thurn und Taxis[4]

Als erste Brauerei in Bayern braute man in Schierling die Sorte Pilsener. In den 1980er Jahren braute man hier auch das „Weizen frisch vom Fass“ sowie das „Schierlinger Roggen“.
Im Jahr 1997 wurde die Brauerei Schierling an die Brauerei zu Kuchlbauer verkauft, während alle anderen Brauereien von Thurn und Taxis an die Paulaner-Brauerei veräußert wurden.
2017 erfolgte der Generationswechsel in der „Spezial-Brauerei Schierling“ und Jacob Horsch, Sohn von Leonhard Salleck, wurde Geschäftsführer. Seitdem wurde die Brauerei in Sachen Nachhaltigkeit im Bereich Brautechnologie und Eigenstromgewinnung modernisiert.

## Biersorten
- Schierlinger Hell 0,5l[2]
- Schierlinger Hell alkoholfrei 0,5l[2]
- Schierlinger Pils 0,5l / 0,33l[2]
- Schierlinger Roggen 0,5l[2]
- Schierlinger Natur Radler 0,5l[2]